# Our style
『our style』（アワー スタイル）は、EXILEの1枚目のオリジナル・アルバム。2002年3月6日にrhythm zoneから発売された。

## 概要
グループ初のオリジナルアルバム。
先行シングルの「Fly Away」を含め、「D・T・B」「Follow Me」「Be With You」といったEXILEの前身であるJ Soul Brothers（初代）の曲をカバーしたものが4曲収録されているが、これは松浦勝人の提案である。
発売から2年後の2004年3月、3rdアルバムのミリオンセラーを記念して、本作から3rdアルバムまでの初回限定盤をまとめた『祝ミリオン・初回アルバム3枚組 BOX SET 〜Appreciation to the million breakthrough〜』が限定発売された。

## 収録曲
シングル曲の詳細はそのページを参照。
1. J Soul Brothers（Inst.）[3:28]
作曲・編曲：HIRO&KIRA
2. Fly Away [4:24]
作詞・作曲：SASA / 編曲：原田憲
  - 3rdシングル
3. Heat Beats [3:40]
作詞：Kenn Kato / 作曲・編曲：Face 2 fAKE
4. fallin' [5:41]
作詞：Kenn Kato / 作曲・編曲：原一博
5. eyes in maze [3:51]
作詞：ATSUSHI / 作曲・編曲：横山輝一
ATSUSHI初作詞曲。
6. D・T・B [4:18]
作詞・作曲：SASA / 編曲：原田憲
タイトルは「Do The Basic」の略。
DJ MAKIDAIによるスクラッチがフィーチャーされている。
7. それが僕だから [4:33] - SHUN
作詞：SHUN / 作曲・編曲：Face 2 fAKE
8. Style [4:41]
作詞：Kenn Kato / 作曲・編曲：Face 2 fAKE
  - 2ndシングル
9. MAX TRIBE（Inst.）[1:59]
作曲・編曲：HIRO&KIRA
10. nobody else [4:29]
作詞：Kenn Kato / 作曲：D・A・I / 編曲：原田憲
11. Feel the Conflict [4:15]
作詞：Kenn Kato / 作曲・編曲：横山輝一
DJ MAKIDAIによるスクラッチがフィーチャーされている。
2ndアルバム『Styles Of Beyond』初回限定盤ボーナストラックとして、新録バージョン「Feel the Conflict "S・O・B Version"」が収録されている。
12. こんなにもながい君の不在 [4:12] - ATSUSHI
作詞：Kenn Kato / 作曲・編曲：原一博
13. VIOLATION [4:53]
作詞：Kenn Kato / 作曲・編曲：原田憲
14. Your Eyes Only [3:48]
作詞：Kenn Kato / 作曲・編曲：Face 2 fAKE
  - 1stシングル

シングルとは表記が異なるが、日本語バージョンを収録。
15. Follow Me [4:04]
作詞・作曲：SASA / 編曲：原田憲
16. SILVER COCKPIT（Inst.）[3:24]
作曲・編曲：HIRO&KIRA
17. Be With You [4:50]
作詞・作曲：T.Kura / 編曲：原田憲
初回プレス盤のみ収録。

## カバー
fallin'
- EXILE ATSUSHI & 清木場俊介（2014年、アルバム『Music』収録）
- EXILE TAKAHIRO（2024年、配信シングル『DESTINY』収録）